# Anthon Gerrit Æmile van Rappard (1907-1970)
Anthon Gerrit Æmile ridder van Rappard (Purmerend, 29 november 1907 - Haarlem, 11 augustus 1970) was burgemeester van Olst en Heemstede.
Van Rappard was afkomstig uit een adellijk geslacht en een familie met een politieke achtergrond. Hij was een zoon van rechter en parlementariër A.G.A. ridder van Rappard en beeldhouwster Irma von Maubeuge. De familiegeschiedenis van ridder van Rappard ligt grotendeels in Gelderland, met name in de regio Arnhem. 

## Olst
Van Rappard begon zijn burgemeesterscarrière op 15 september 1936 in de gemeente Olst, gelegen aan de IJssel. Van Rappard was niet aangesloten bij een politieke partij en was van mening dat een burgemeester boven alle partijen hoorde te staan. 

### Burgemeester in oorlogstijd
In juli 1940, tijdens de Duitse bezetting van Nederland, richtte van Rappard het Gemeenschapsfonds Olst op. Het succes van dit fonds leidde tot een onbedoeld conflict met de Winterhulp Nederland, een nationaalsocialistische organisatie die tijdens de Tweede Wereldoorlog alle maatschappelijke hulpverlening moest overnemen. Van Rappard verzette zich tegen de overname van het Gemeenschapsfonds. Het verzet had aanvankelijk succes, maar in september 1942 moest het werk van het Gemeenschapsfonds worden gestaakt. Op 17 februari 1943 protesteerde van Rappard tegen een aantal maatregelen van de Duitse bezetter tegen Nederlandse burgers, waaronder de Arbeitseinsatz. Als reactie daarop werd hij op 6 mei 1943 bij besluit van de commissaris-generaal voor bestuur en justitie ontslagen, vervolgens dook hij onder. In zijn plaats werd benoemd jhr. Paul Johan Marie Coenen (1905-1970). Na de bevrijding keerde hij weer terug als burgemeester.

## Heemstede
In 1950 werd Van Rappard burgemeester van Heemstede. In de jaren 60 kwam hij met de gemeenteraad in conflict. In 1966 zou cabaretier Sieto Hoving in Heemstede optreden. De burgemeester verleende de cabaretier toestemming om op te treden, maar wel onder de voorwaarde dat hij geen teksten over de koningin en het Koninklijk Huis zou gebruiken. Hoving weigerde en het optreden werd afgelast. De gemeenteraad was het niet eens met het optreden van de burgemeester en één raadslid sprak van censuur.
In augustus 1970 kwam van Rappard ongelukkig ten val. Hij moest aan zijn schedel geopereerd worden. Hij overleed op 11 augustus 1970 aan geelzucht toen hij van de operatie herstelde.
Van Rappard trouwde in 1945 met L.C.A.L. (Lydia) Mundt. Uit hun huwelijk werd in 1946 Willem van Rappard geboren.